# Lis (fleuve)
Pour les articles homonymes, voir Lis.
Le Lis, Rio Lis, est un fleuve portugais du Pinhal litoral, dans la Région Centre, long de 39,5 km,, qui prend sa source dans la localité de Fontes, dans la freguesia de Cortes, à 5 km la ville de Leiria, dans les District et Concelho de Leiria. Il passe par la ville de Leiria, où il est rejoint par son affluent le rio Lena, longe la pinède de Leiria, et se jette dans l'Atlantique, au nord de la plage de Vieira, à l'ouest de la ville de Vieira, dans le Concelho de Marinha Grande. À l'instar du Sado et du Mira, le Lis est un des rares fleuves portugais dont le cours effectue le début de son parcours dans le sens Sud-Nord, avant de finir ses derniers kilomètres dans le sens Est-Ouest.

## Géographie
Le fleuve Lis naît dans une région calcaire, au pied de la Serra da Senhora do Monte, située à l'extrême nord du massif calcaire de l'Estrémadure qui englobe les Serras de Aire e Candeeiros. Il traverse la freguesia de Cortes, rejoint la ville de Leiria, où ses berges sont presque toutes occupées par des jardins et des parcours pédestres. Dans son tronçon intermédiaire, après être sorti de la maille urbaine, il donne naissance à des plaines alluviales, auxquelles on donne le nom de « Champs du Lis » (Campos do Lis).
Les Champs du Lis (Campos do Lis) sont caractérisés par les innombrables canaux (canais) et barragessd (açudes) utilisés pour irriguer les terrains agricoles alentour. Un système complexe d'usage collectif, entretenu par la population, quadrille les terres, dans lesquelles on trouve de vastes zones d'horticulture, des champs de maïs, et des vergers de tous types. Tout le long des Champs du Lis, les berges du fleuve sont couvertes de touffes de cannes-du-royaume (canas-do-reino), connues en France sous le nom de canne de Provence, ou sous le nom scientifique d'Arundo donax, de roseaux communs (caniços), de frênes élevés (freixos) et de saules (salgueiros). L'avifaune présente une remarquable diversité, avec des oiseaux parfois assez rares, tels que les gallinules poules d'eau, des échasses blanches, des hérons cendrés, des cigognes blanches, des chevêches d'Athéna, des buses variables, et surtout les très rares élanions blancs,. Très occasionnellement, en cas de très fortes précipitations, le fleuve déborde de son lit sous forme de torrent (caudal) et inonde les champs environnants, bien que cette situation soit devenue plus rare à partir de la seconde moitié du XXe siècle du fait des systèmes de barrages installés régulièrement sur son cours.

## Affluents du Lis
- Rivière des Figueiras (Rio das Figueiras)
- Rivière de la Caranguejeira ou du Sirol (Ribeira da Caranguejeira ou do Sirol)
- Rivière Lena (Rio Lena)
- Rivière des Milagres (Ribeira dos Milagres)
- Rivière de Agodim (Ribeira de Agodim)
- Rivière de la Carreira (ribeira da Carreira)

## Grands vins de champs du Lis
Des vignes de grands vins portugais sont plantées depuis quelques années par une dizaine de producteurs dans les Champs du Lis, dont les conditions naturelles, notamment la grande disponibilité de l'eau, les terrains plats et les sols sableux, sont favorables à l'enracinement des porte-greffons (portas-enxertos, ou bacelos) et à leur développement.